# Francières (Oise)
Francières ist eine französische Gemeinde mit 544 Einwohnern (Stand: 1. Januar 2022) im Département Oise in der Region Hauts-de-France. Sie gehört zum Arrondissement Compiègne und zum Kanton Estrées-Saint-Denis.

## Geografie
Die Gemeinde Francières liegt etwa elf Kilometer westnordwestlich von Compiègne. Umgeben wird Francières von den Nachbargemeinden Rouvillers im Westen und Norden, Hémévillers im Norden, Montmartin im Nordosten, Remy im Osten und Süden sowie Estrées-Saint-Denis im Süden und Südwesten. Am Westrand der Gemeinde verläuft die frühere Route nationale 17 (heutige D 1017) und am Ostrand  parallel zur Autoroute A1 die Eisenbahn-Hochgeschwindigkeitsstrecke LGV Nord entlang.

## Bevölkerungsentwicklung
| Jahr                       | 1962 | 1968 | 1975 | 1982 | 1990 | 1999 | 2006 | 2012 | 2021 |
| -------------------------- | ---- | ---- | ---- | ---- | ---- | ---- | ---- | ---- | ---- |
| Einwohner                  | 452  | 431  | 307  | 362  | 440  | 476  | 521  | 528  | 547  |
| Quellen: Cassini und INSEE |      |      |      |      |      |      |      |      |      |

## Sehenswürdigkeiten
- Reste der gallorömischen Siedlung
- Wallburg (Motte)
- Ehemalige Burganlage
- Schloss, weitgehend zerstört
- Kirche Saint-Michel
- Zuckerraffinerie von 1829 (geschlossen 1969), Industriedenkmal, Monument historique

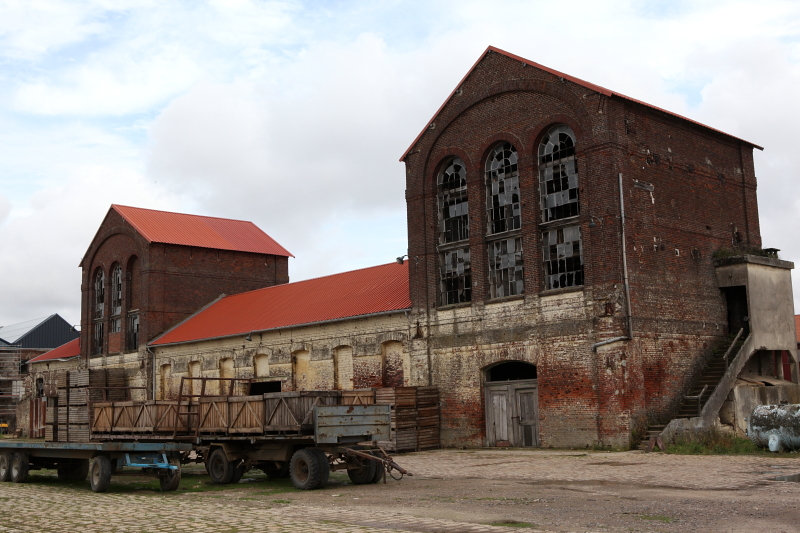
Zuckerraffinerie

## Persönlichkeiten
- Auguste Bouché-Leclercq (* 1842 in Francières (Oise); † 1923 in Nogent-sur-Marne), Althistoriker und Hochschullehrer